# Kimbe
Kimbe est la capitale de la région de Nouvelle-Bretagne occidentale en Papouasie-Nouvelle-Guinée. La baie de Kimbe est un important site naturel pour les coraux.